# Hakan Arslan (Fußballspieler, 1989)
Hakan Arslan (* 12. März 1989 in Osmangazi) ist ein türkischer Fußballspieler.

## Karriere

### Verein
Arslan begann mit dem Vereinsfußball in der Jugend von Oyak Renault SK und wurde 2006, mit einem Profivertrag ausgestattet, in den Profikader involviert. Hier gelang ihm auf Anhieb der Sprung in die Startformation.
Nach einer fünfjährigen Tätigkeit für Oyak Renault wurde zur Saison 2011/12 sein Wechsel zum Zweitligisten Boluspor bekanntgegeben.
Nach drei Spielzeiten für Boluspor wechselte Arslan innerhalb der Liga zu Şanlıurfaspor. Zur Saison zog er zum Ligarivalen Göztepe Izmir weiter.
Im Sommer 2016 kehrte er nach zwei Jahren wieder zu Boluspor zurück. Nach einer Spielzeit für Boluspor wechselte er im Sommer 2017 zum Ligarivalen Büyükşehir Belediye Erzurumspor. Zur Saison 2017/18 stieg er mit dem Verein in die Süper Lig, die oberste Liga auf; zur Saison 2018/19 allerdings wieder in die TFF 1. Lig ab.
Ende August 2019 kehrte Arslan erneut zu Boluspor zurück und unterschrieb dort einen Vertrag für die Saison 2019/20. Nachdem er sich Ende Januar 2020 beim Spiel gegen Osmanlıspor mit Fans geprügelt hatte, wurde sein Vertrag aufgelöst. Bis dahin hatte er 10 Ligaspiele mit einem Torerfolg für den Verein bestritten.
Erst im Oktober 2020 erhielt er einen neuen Vertrag beim Zweitligisten Kırklarelispor. Im Juli 2021 wechselte er zum Ligakonkurrenten Karacabey Belediyespor. Mit Belediyespor erreichte er die Play-offs zum Aufstieg in die Süper Lig, scheiterte dort aber im Finale. Mitte August 2022 wechselte er zu Bursa Doğu Gücü Spor.

### Nationalmannschaft
Arslan wurde 2007 einmal für die türkische U-18-Nationalmannschaft nominiert und absolvierte bei diesem einen Male sein Debüt.

## Erfolge
Mit Büyükşehir Belediye Erzurumspor
- Play-off-Sieger und Aufstieg in die Süper Lig: 2017/18